# Diabli Młyn
Diabli Młyn – grupa skał w orograficznie lewych zboczach wąwozu Słupianka w Ojcowskim Parku Narodowym (OPN). Znajduje się w lesie po wschodniej gruntowej drogi wiodącej tym wąwozem od dna Doliny Sąspowskiej do Woli Kalinowskiej.
Skały zbudowane są z późnojurajskich wapieni. Z drogi są widoczne tylko w okresie zimowo-wiosennym. W okresie wegetacyjnym przesłaniają je liście drzew. Znajduje się w nich kilka schronisk: Schronisko wzdłuż Ściany w Diablim Młynie, Schronisko Północne w Diablim Młynie Pierwsze, Schronisko Północne w Diablim Młynie Drugie, Schronisko Północne w Diablim Młynie Trzecie, Schronisko koło Schroniska Puszczyka, Jaskinia Dwuotworowa w Słupiance, Schronisko pod Diablim Młynem, Schronisko z Rurką w Diablim Młynie.

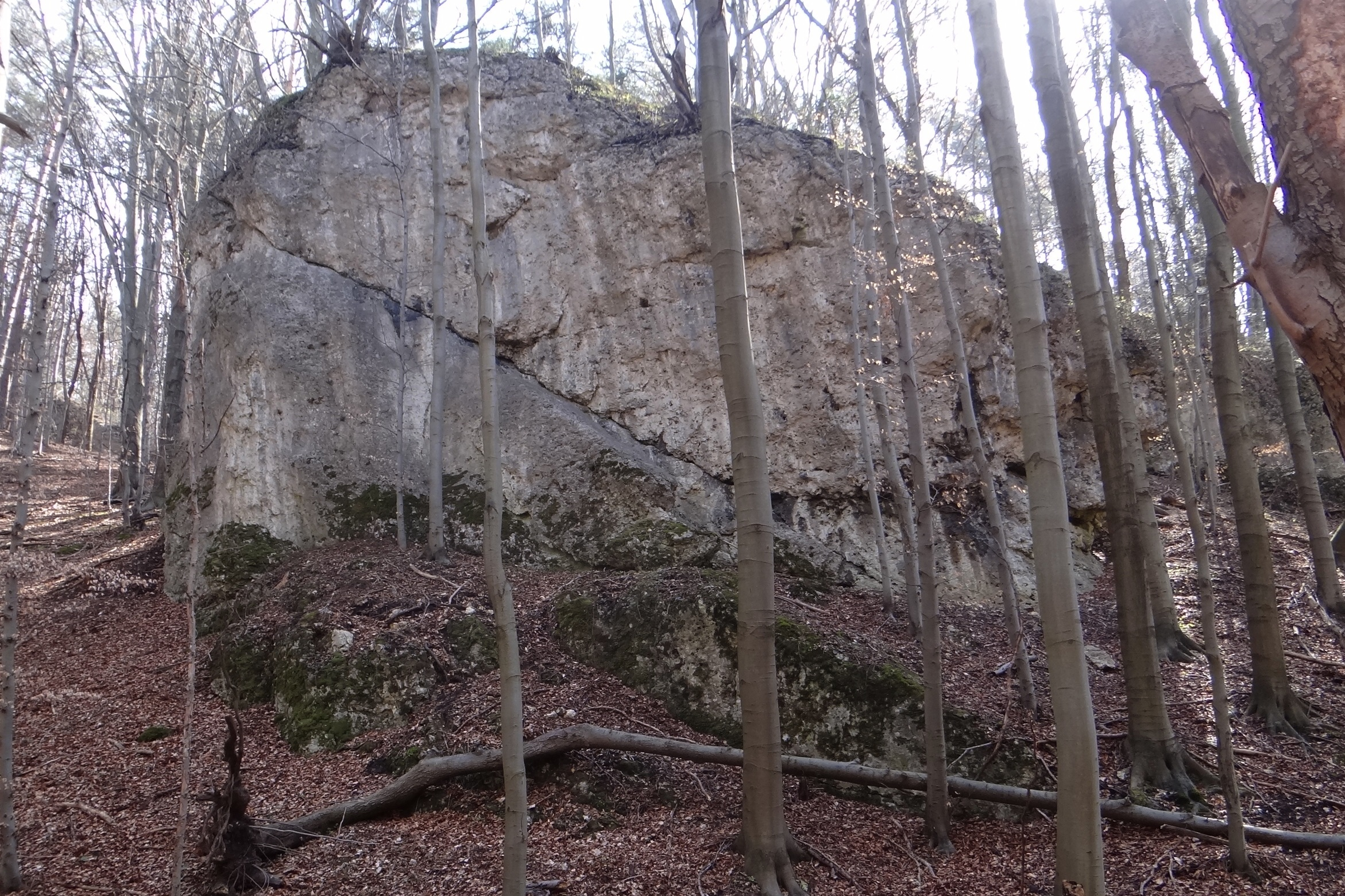
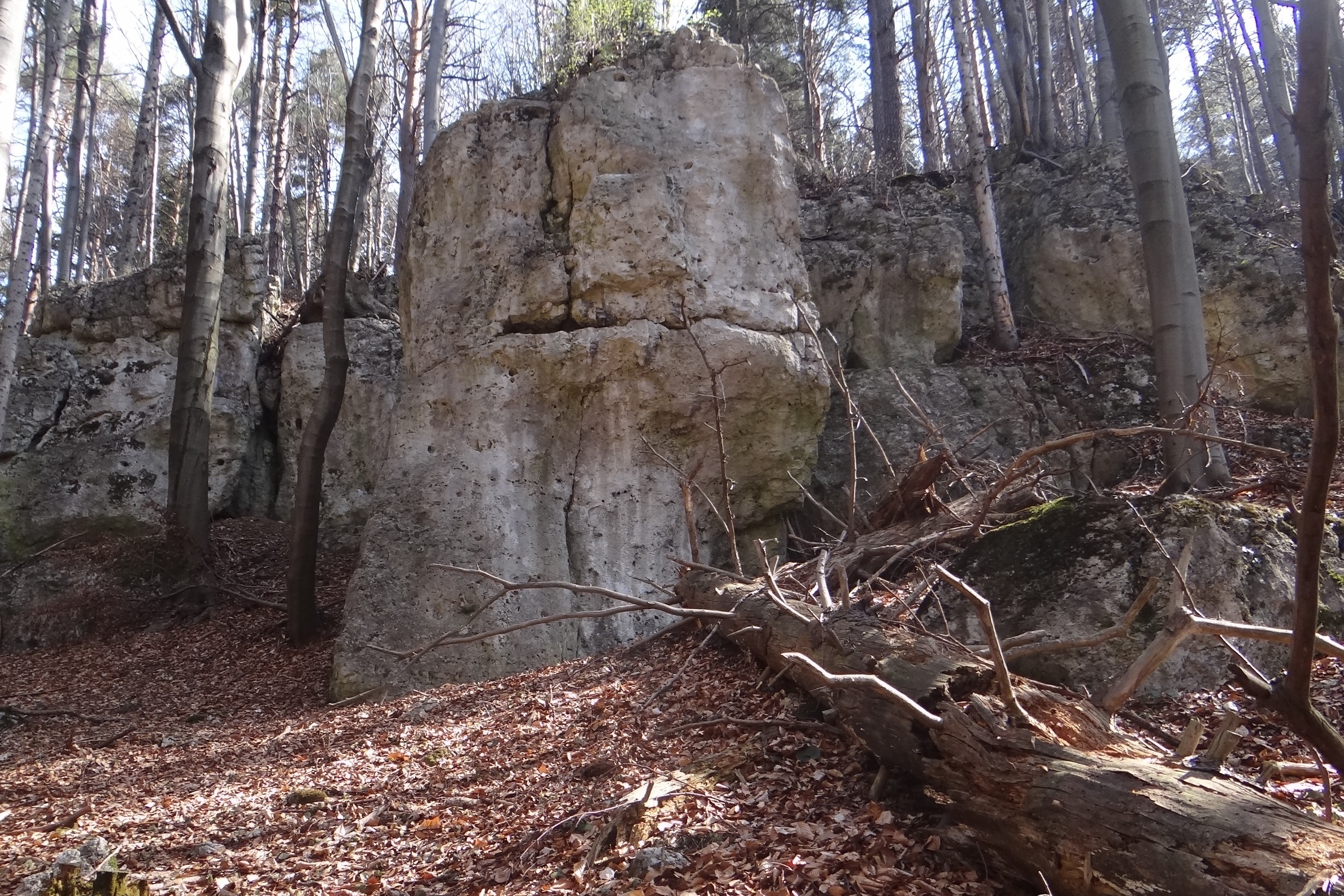